# Положій Євген Вікторович
Євген Вікторович Положій (*11 липня 1968, смт Терни, Недригайлівський район, Сумська область) — український письменник, журналіст, головний редактор кількох часописів. Син письменника Віктора Положія.

## Життєпис
Євген Положій народився в селищі Терни на Сумщині. Його батько український письменник та сценарист Віктор Положій. Перші чотири роки свого життя Євген провів у Тернах. Його батьки розлучилися, і він жив у бабусі з дідусем. У чотири роки Євген переїхав до інших бабусі й дідуся в місто Курськ. На новому місці у малого Євгена відбувся «лінгвістичний шок», оскільки до того він ніколи в житті не чув російської мови.
З п'яти років він мешкав в Сумах. У школі полюбляв гуманітарні предмети й фізкультуру.
Вищу освіту здобув у Сумському педагогічному університеті імені А. С. Макаренка за спеціальністю «російська мова та література». Був журналістом у багатьох періодичних виданнях. Закінчив школи IREX U-Media: головних редакторів, газетних менеджерів, бізнес-тренерів для мас-медіа.
Працював головним редактором сумських видань «Уік-енд» та «Тєлєнєдєля-Суми», радіостанції «Всесвіт». Був автором та ведучим кількох інформаційно-розважальних програм на ТРК «Відікон». У 1997 році програма «Світ/Sweet» стала переможцем міжнародного фестивалю «Надія» (Ялта). На студії «Монолог» як режисер створив відеокліп групи «Майа» (лауреат всеукраїнського конкурсу «Срібні хвилі», 1998 р., Харків).
З грудня 1998 р. по теперішній час — головний редактор сумської суспільно-політичної газети «Панорама» (неодноразовий переможець та лауреат всеукраїнських конкурсів з журналістики, маркетингу та дизайну).

## Творчість
Євген Положій є автором багатьох книг:
- «Туркін», вірші та проза (рос.), 1996, видавництво «Степ»
- «Обрати янгола», роман-газета, 2002, «Університетська книга». Грамота президента Форуму видавців у Львові.
- «Мері та її аеропорт», роман (рос.-укр.), 2003, «Університетська книга»
- «Туркін та ½. Повість про справжнього самурая», вірші, проза (рос.), 2004, «Університетська книга».
- «ДАсвіданія!», збірка віршів, 2007, «Університетська книга»
- «Дядечко на ім'я Бог», роман, 2008, «Фоліо»
- «Вежі мовчання», роман, 2009, «Фоліо»
- «По той бік Пагорба», роман, 2010, «Нора-Друк»
- «Одіссея», збірка перевиданих творів, 2011, «Фоліо»
- «Риб'ячі діти», 2014, Харків, «Фоліо»
- «Іловайськ», 2015, Харків, «Фоліо»
- «П'ять секунд, п'ять днів», 2016, «Нора-друк»
- «Фінальний епізод (війни, яка триває 400 років)», 2023, «Vivat»

У 2008 році у видавництві «Фоліо» вийшли три книги: «Потяг» (ремікс роману «Обрати янгола» та нові оповідання), «Мері та її аеропорт» (нова редакція) та новий роман «Дядечко на ім'я Бог».

## Особисте життя
Євген Положій мешкає в Сумах.
Його захоплення — це читання та подорожі. Надає перевагу бюджет-подорожам в автономному режимі та автостопу.
Улюблені автори письменника: Кортасар, Льоса, Аміреджибі, Маркес, Стейнбек, Достоєвський, Кундера, Камю, Сартр, Шевчук та інші.
Одружений з Анною Положій, виховують трьох синів: Германа, Георгія, Устима.